# Даневич Федір Анатолійович
Фе́дір Анато́лійович Дане́вич (нар. 20 травня 1958, с. Новий Биків, Чернігівська область) — український фізик. Доктор фізико-математичних наук (2006), професор (2016). Завідувач відділу Інституту ядерних досліджень НАН України. Лауреат Державної премії України в галузі науки і техніки (2016).
У 1980 році закінчив Київський університет. Відтоді працює в Інституті ядерних досліджень НАНУ. З 2005 — завідувач відділу фізики лептонів.
Досліджує фізику нейтрино та слабкої взаємодії; провадить дослідження подвійного бета-розпаду атомних ядер, пошук частинок темної матерії та інших ефектів за рамками стандартної моделі елементарних частинок. Спостеріг α-розпад природних ізотопів вольфраму 180W та європію 151Eu, виконав найточніше вимірювання β-розпаду ядра 113Cd; встановив обмеження на масу нейтрино, параметри домішок правих токів у слабкій взаємодії, параметр зв'язку нейтрино з майороном у експерименті з пошуку безнейтринного подвійного бета-розпаду ядра 116Cd.

## Вибрані праці
- High sensitivity quest for Majorana neutrino mass with the BOREXINO counting Test Facility // Phys. Lett. B. 2000. Vol. 493;
- Has neutrinoless double β decay of 76Ge been really observed? // Phys. Lett. B. 2002. Vol. 546;
- CARVEL experiment with 48CaWO4 crystal scintillators for the double β decay study of 48Ca // Astroparticle Physics. 2005. Vol. 23;
- Investigation of β decay of 113Cd // Phys. Rev. C. 2007. Vol. 76.
- Search for 2β decay of cadmium and tungsten isotopes: Final results of the Solotvina experiment // Phys. Rev. C 2003. Vol.68, 035501.